# Huki-Tuomon saaret
Huki-Tuomon saaret är en ö i Finland. Den ligger i Rautunselkä (västra delen av (Vanajavesi) och i kommunen Valkeakoski i den ekonomiska regionen  Södra Birkaland och landskapet Birkaland, i den södra delen av landet, 130 km norr om huvudstaden Helsingfors. Öns area är 0,1 hektar och dess största längd är 50 meter i nord-sydlig riktning.